# Jean-Claude Montel
 (janvier 2018).
Si vous disposez d'ouvrages ou d'articles de référence ou si vous connaissez des sites web de qualité traitant du thème abordé ici, merci de compléter l'article en donnant les références utiles à sa vérifiabilité et en les liant à la section « Notes et références ».
Jean-Claude Montel est un écrivain français né le 13 novembre 1940 à Rezé et mort le 29 mars 2013 à Nantes.

## Biographie
Jean-Claude Montel passe à La Haute-Île (Bretagne) ses dix-huit premières années. Il reviendra sur ses années d'enfance dans son ouvrage L'Enfant au paysage dévasté publié en 1985 par Flammarion. 
Dans les années 70, il est l'un des principaux animateurs de la revue Change qui développe une intense réflexion sur la littérature après Le Nouveau Roman et Tel Quel, aux côtés de Jean-Pierre Faye et de Jacques Roubaud. Dans les années 80, il dirige la collection Colorature et anime la revue Passages d'encres. Il fut correcteur au journal Le Monde.

### Romans
- Les Plages, Le Seuil, 1967
- Le Carnaval, Le Seuil, 1970
- Melencolia, Robert Laffont, 1973
- Frottages, Flammarion, 1979
- Partage et Lisières, Flammarion, 1981
- L’Enfant au paysage dévasté, Flammarion, 1985
- Le Livre des humeurs, Imprimerie nationale, 1990
- Relances à pagaille, Éditions du Rocher, coll. Le Manifeste, 1997
- Motus, Éditions Comp'Act, coll. Le Manifeste, 2000
- Ève, Éditions Comp'Act, 2004
- Raide Mort (fiction policière), Comp'Act, 2004

### Essais
- La Littérature pour mémoire, Presses universitaires du Septentrion, 2000
- Gaston Planet, Éditions Colorature, 1982
- La Peinture et les signes, Éditions A. Candau, 1988
- Portrait de l’écrivain en IUFM, La Dispute, 2004

### Divers
- Mon Dormeur, Éditions Ryôan-ji, 1986
- L’Os vêtu, Éditions Colorature, 1988
- 12 Sorites pour l’origine, Editions NBJ, Montréal, 1985

### Théâtre
- La Métaphore, in La Polygraphe, 1999